# Juventud Americana
Juventud Americana es el primer disco larga duración de la banda chilena Ases Falsos, lanzado oficialmente el 3 de septiembre de 2012 aunque una semana antes (y durante una semana) ya se podía descargar gratuitamente desde la página de la discográfica. El primer día superó las 2.000 descargas. El lanzamiento del álbum se llevó a cabo el 4 de octubre en el Centro de Eventos Cerro Bellavista de la ciudad de Santiago.

## Lista de canciones
Todas las canciones escritas y compuestas por Cristóbal Briceño, excepto donde se indique. 
| Juventud Americana |                               |                                    |          |  |
| N.º                | Título                        | Compositor(es)                     | Duración |  |
| 1.                 | «Misterios del Perú»          | Cristóbal Briceño                  | 2:33     |  |
| 2.                 | «Salto Alto»                  | Cristóbal Briceño                  | 5:32     |  |
| 3.                 | «Pacífico»                    | Martín del Real, Cristóbal Briceño | 3:45     |  |
| 4.                 | «Séptimo Cielo»               | Cristóbal Briceño                  | 2:59     |  |
| 5.                 | «Venir es fácil»              | Cristóbal Briceño                  | 3:00     |  |
| 6.                 | «El Golfo de Adén»            | Cristóbal Briceño                  | 2:59     |  |
| 7.                 | «No quiero que estés conmigo» | Cristóbal Briceño                  | 2:40     |  |
| 8.                 | «Fuerza Especial»             | Cristóbal Briceño                  | 6:18     |  |
| 9.                 | «Manantial»                   | Martín del Real, Cristóbal Briceño | 5:03     |  |
| 10.                | «Europa»                      | Cristóbal Briceño                  | 4:29     |  |
| 11.                | «La Flor del Jazmín»          | Cristóbal Briceño                  | 5:17     |  |
| 12.                | «Aguanieve»                   | Cristóbal Briceño                  | 3:20     |  |
| 13.                | «Quemando»                    | Cristóbal Briceño                  | 3:31     |  |
| 14.                | «Estudiar y Trabajar»         | Cristóbal Briceño                  | 3:04     |  |
| 15.                | «La Sinceridad del Cosmos»    | Cristóbal Briceño                  | 4:06     |  |

Temas 2, 3, 4, 7, 8, 11 y 15 grabadas, mezcladas y masterizadas por Alejandro Soto en Estudio Los Riscos, Llanquihue. 
5, 6, 9 y 12 por Carlos Salinas en Quinquehua, Chillán. 
1, 10, 13 y 14 grabadas por Daniel y Angelo Pierattini en Estudio Pierattini, Santiago de Chile. Mezcladas y masterizadas por Carlos Salinas a excepción del tema 1, por Angelo Pierattini.

## Personal
- Cristóbal Briceño (Voz y guitarra)
- Simón Sánchez (Bajo y coros)
- Martín del Real (Batería y guitarra solista)

Participación especial:
- Juan Pablo Wasaff (Teclados)
- Javiera Naranjo (coros)
- Angelo Pierattini (Guitarra en Misterios del Perú)

## Enlaces
- Página oficial de Arca Discos

- Datos: Q2880098